# Indocabnia
Indocabnia é um gênero de mariposa pertencente à família Crambidae.